# Trentepohlia (Mongoma) luzonensis
Trentepohlia (Mongoma) luzonensis is een tweevleugelige uit de familie steltmuggen (Limoniidae). De soort komt voor in het Oriëntaals gebied.